# آرشي بينز
آرشي بينز (بالإنجليزية: Archie Binns)‏ (30 يوليو 1899 - 28 يونيو 1971)؛ روائي أمريكي.